# Рекортадор

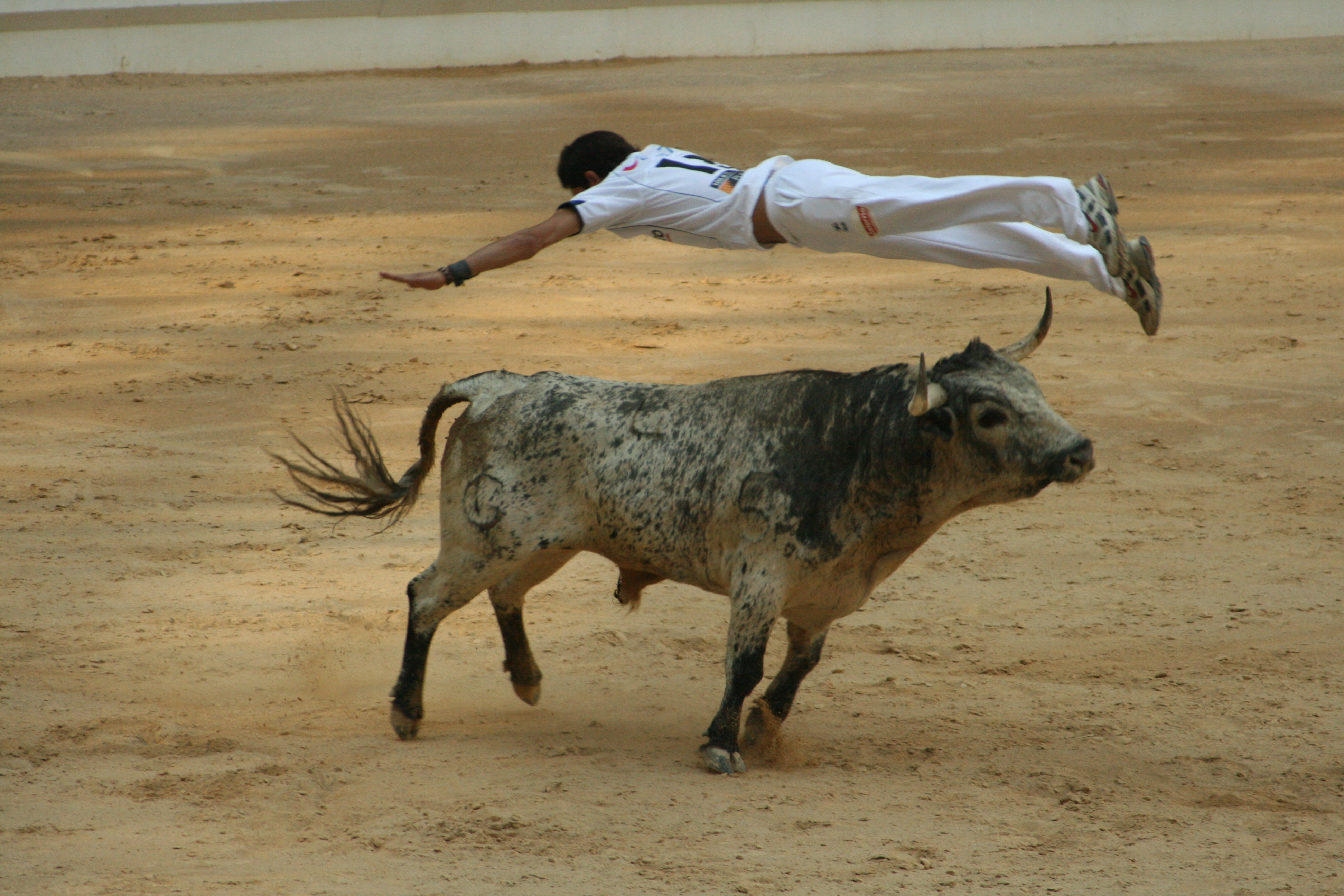
Прыжок через быка — 2008

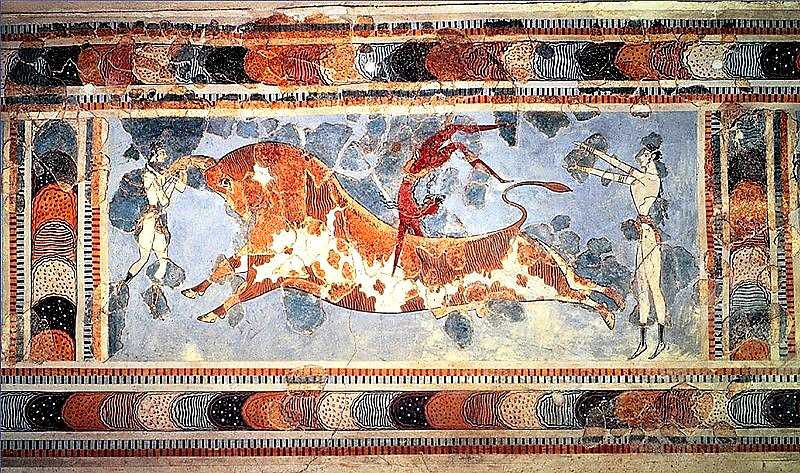
Игры с быком (роспись дворца в Кноссе)

Рекортадор — специализация тореадора (соответствующая разновидность корриды носит название рекорте). Рекортадор не атакует быка, а выполняет пируэты, перепрыгивая через него, иногда пользуясь шестом, но чаще всего — без использования каких-либо вспомогательных предметов.
Традиция прыжков через быка является достаточно древней. На территории Испании она существует так же давно, как и другие виды корриды. В доримскую эпоху, по-видимому, этот спорт имел более широкое распространение в Средиземноморье. В частности, весьма похожий вид тавромахии был распространён на Крите в минойскую эпоху — с той разницей, что критские быки имели существенно более крупные размеры, перепрыгнуть через них можно было только с прикосновением к спине быка, что часто было связано с высоким риском для жизни прыгающего.
В Испании и в мире существует немало противников корриды; однако они, как правило, выступают лишь против тех её разновидностей, где бык гибнет. В данном же случае опасности подвергается только сам рекортадор.